# Jerônima Mesquita
Jerônyma Mesquita (Leopoldina, 30 de abril de 1880 — São Paulo, 11 de dezembro de 1972) foi uma enfermeira e líder feminista brasileira. Em sua homenagem, 30 de abril é, no Brasil, o Dia Nacional da Mulher.

## Biografia
De origem abastada e aristocrática, Jerônyma era filha de Maria José Vilas Boas de Siqueira Mesquita, baronesa do Bonfim, e de José Jerônimo de Mesquita, segundo barão do Bonfim. Era ainda sobrinha do segundo barão de Mesquita, neta do conde de Mesquita, bisneta do marquês do Bonfim e sobrinha-neta da baronesa de Itacuruçá. 
Na fazenda da família destacava-se a maneira com que os escravos eram bem tratados, aos foi permitidos aulas de música e a construção de uma sala de música; que tinham sua própria orquestra, que tocava durante os jantares. Mesquita foi um dos primeiros fazendeiros de Leopoldina a libertar os escravos, antes da Lei Áurea, em 1886. Como reconhecimento, o imperador Dom Pedro II concedeu-lhe o título nobiliárquico de Barão.
A família destacava-se assim por estes méritos e pela boa educação aos filhos; como era de costume para a elite da época, viaja entre Brasil e Europa constantemente; na residência do Rio de Janeiro, no bairro do Flamengo, recebia ilustres da sociedade e personalidades mundiais: Chiang Kai-shek e Madame Curie. A pianista Guiomar Novaes, amiga pessoal, costumava também hospedar-se em sua casa quando vinha ao Rio de Janeiro.
Depois de víuva, D. Maria José, mãe de Jerônima, deu maior ênfase a atividades filantrópicas e sociais; conta-se que teria vendido um diamante cor-de-rosa para adquirir o terreno onde foi construído o Sanatório São Miguel, em Correias, região serrana fluminense, destinado a crianças e mulheres tuberculosas. Além da fundação desse sanatório, a baronesa também usou seu prestígio junto aos membros da elite carioca a fim de levantar recursos para concluir a obra e sustentar seu funcionamento.
Seguindo o espírito empreendedor da mãe,  Jerônima Mesquita exerceu diversas atividades sociais de grande relevância para o país. Por imposição da família casou-se aos 17 anos, mas separou-se em seguida após dois anos do casamento e nunca mais voltou a casar. Quando da eclosão da I Guerra Mundial, Jerônima ingressou como voluntária da Cruz Vermelha de Paris e depois serviu à Cruz Vermelha suíça. havia trabalhado como enfermeira na guerra e conheceu o movimento escoteiro na Europa. No Brasil, participou da fundação da Cruz Vermelha, organização que dava assistência aos doentes e refugiados; dos Pequenos Jornaleiros, entidade para meninos órfãos ou carentes e da Pró-Matre, instituição para gestantes carentes.
Laços de estreita amizade com Bertha Lutz e Stela Guerra Duval consolidaram a atuação na luta pelos direitos da mulher. Foi uma das fundadoras da Federação Brasileira pelo Progresso Feminino (FBPF) em 1922. Jerônima foi uma das pioneiras na luta pelo direito ao voto feminino, participando ativamente do movimento sufragista de 1932. Com Bertha Lutz e Maria Eugênia, em 14 de agosto de 1934, lançaram um manifesto à nação, chamado de Manifesto feminista. 
Em 1947, ao lado de um grupo de companheiras fundou o Conselho Nacional das Mulheres (Rio de Janeiro). 
Jerônyma foi também a fundadora da  Associação das Girl Guides do Brasil (primeiro nome da Federação de Bandeirantes do Brasil) em 1919. O Movimento Bandeirante se apresentava como uma proposta de educação pioneira, por acreditar na importância da mulher em assumir um papel mais atuante nas mudanças da sociedade. Jerônyma, dedicou sua vida ao Bandeirantismo e foi homenageada com o título de Chefe Fundadora do Movimento Bandeirante brasileiro. 